# Aéroport de Murcie-San Javier
L’aéroport de Murcie-San Javier (en espagnol : Aeropuerto de Murcia-San Javier, (code IATA : MJV • code OACI : LELC) est une base de l'armée de l'air espagnole et un ancien aéroport civil situé à San Javier, à 27 kilomètres au sud-est de Murcie en Espagne. Il est administré par l'Aena (Aeropuertos Españoles y Navegación Aérea), l'organisme national de gestion des aéroports espagnols.

## Guerre d'Espagne
En avril 1939, à la fin de la guerre d'Espagne, alors appelé Campo de Aviación de La Ribera , il devient un camp de concentration franquiste incarcérant les Républicains. Doté de tribunaux spéciaux, il est alors un lieu de l'épuration franquiste et de la terreur blanche.

## Description
Il peut accueillir des avions de la taille d'un Boeing 757 ou Airbus A300. Il est desservi par un certain nombre de compagnies charter. La base aérienne militaire, fondée dans les années 1930, est située au nord de l'aéroport. L'armée de l'air espagnole dispose de sa propre piste et de sa propre tour de contrôle. 
Au cours des dernières années, l'aéroport connait un certain succès grâce à l'arrivée de plusieurs compagnies low-cost. Selon l'Aena, le nombre de passagers annuel est passé de 88 608 en 1995 à 1 181 490 passagers en 2012. 
Du fait de la construction de l'aéroport international de la région de Murcie à Corvera et malgré le récent investissement de 60 millions d'euros dans une nouvelle piste et l'aérogare commerciales en novembre 2011, le ministre des Travaux publics Antonio Sevilla et le secrétaire d'État aux Transports Isaías Táboas ont signé un accord officiel qui proposait effectivement de fermer l'aéroport au trafic commercial à partir de l'été 2012. Cependant l'aéroport est resté ouvert en août 2013 et le nouvel aéroport international est inutilisé et vide.

## Situation
| \| 100 km1:11 216 000 \| Alicante Almería Andorre Badajoz Barcelone Bilbao Burgos León Castellón · de la Plana Ceuta Gérone Grenade Ibiza Jerez La Corogne Lleida Logroño Madrid Málaga Melilla Minorque Murcie Oviédo Palma de · Majorque Pampelune Reus Sabadell Saint-Jacques Saint-Sébastien Salamanque Santander Saragosse Séville Valence Valladolid Vigo Vitoria |
| 100 km1:11 216 000 |

Voir les Îles Canaries

## Compagnies et destinations
L'aéroport est fermé au trafic civil.